# WTA-seizoen 1989

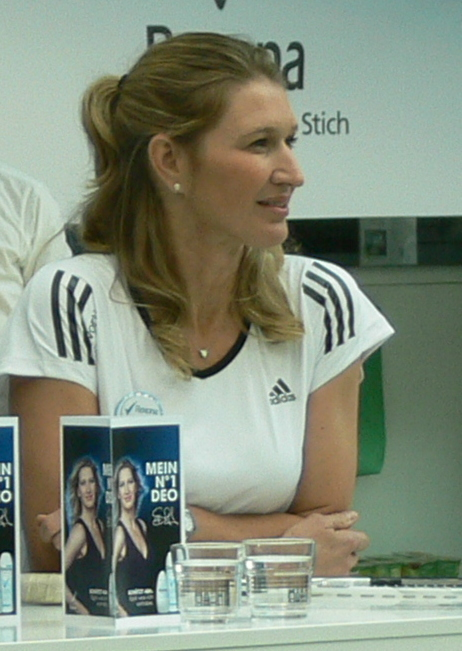
Winnares van de meeste enkelspeltitels: Steffi Graf

De WTA organiseerde in het seizoen 1989 onderstaande tennistoernooien.

## Winnaressen enkelspel met meer dan twee titels
| speelster           | aantal titels |
| ------------------- | ------------- |
| Steffi Graf         | 14            |
| Martina Navrátilová | 8             |
| Gabriela Sabatini   | 4             |
| Zina Garrison       | 3             |
| Katerina Maleeva    | 3             |
| Conchita Martínez   | 3             |

## WTA-toernooikalender 1989
| Startdatum hoofdtoernooi | Officiële naam van het toernooi      | Land, stad                         | Cat.     | ($)       | Ondergrond        | Winnares enkelspel          |         |
| ------------------------ | ------------------------------------ | ---------------------------------- | -------- | --------- | ----------------- | --------------------------- | ------- |
| 1989-01-02               | Danone Hard Court Championships      | Australië, Brisbane                | Tier V   | 150.000   | hardcourt, buiten | Helena Suková               | details |
| 1989-01-09               | New South Wales Open                 | Australië, Sydney                  | Tier IV  | 200.000   | hardcourt, buiten | Martina Navrátilová         | details |
| 1989-01-16               | Australian Open                      | Australië, Melbourne               | G.S.     | 937.882   | hardcourt, buiten | Steffi Graf                 | details |
| 1989-01-30               | Nutri-Metics                         | Nieuw-Zeeland, Auckland            | Tier V   | 75.000    | hardcourt, buiten | Patty Fendick               | details |
| 1989-01-30               | Toray Pan Pacific Open               | Japan, Tokio                       | Tier III | 250.000   | tapijt, binnen    | Martina Navrátilová         | details |
| 1989-02-06               | Fernleaf Classic                     | Nieuw-Zeeland, Wellington          | Tier V   | 50.000    | hardcourt, buiten | Conchita Martínez           | details |
| 1989-02-13               | VS of Washington                     | Verenigde Staten, Fairfax          | Tier II  | 300.000   | tapijt, binnen    | Steffi Graf                 | details |
| 1989-02-20               | VS of Kansas                         | Verenigde Staten, Wichita          | Tier V   | 100.000   | hardcourt, binnen | Amy Frazier                 | details |
| 1989-02-20               | VS of California                     | Verenigde Staten, Oakland          | Tier III | 250.000   | tapijt, binnen    | Zina Garrison               | details |
| 1989-02-27               | VS of Oklahoma                       | Verenigde Staten, Oklahoma         | Tier V   | 100.000   | hardcourt, binnen | Manon Bollegraf             | details |
| 1989-02-27               | US Hard Court Championships          | Verenigde Staten, San Antonio      | Tier IV  | 200.000   | hardcourt, buiten | Steffi Graf                 | details |
| 1989-03-06               | VS of Palm Springs                   | Verenigde Staten, Palm Springs     | Tier III | 250.000   | hardcourt, buiten | Manuela Maleeva             | details |
| 1989-03-13               | VS of Florida                        | Verenigde Staten, Boca Raton       | Tier II  | 300.000   | hardcourt, buiten | Steffi Graf                 | details |
| 1989-03-20               | Lipton International Championships   | Verenigde Staten, Miami            | Tier I   | 750.000   | hardcourt, buiten | Gabriela Sabatini           | details |
| 1989-04-03               | Family Circle Cup                    | Verenigde Staten, Hilton Head Isl. | Tier II  | 300.000   | gravel, buiten    | Steffi Graf                 | details |
| 1989-04-10               | DHL Open                             | Singapore, Singapore               | Tier V   | 75.000    | hardcourt, buiten | Belinda Cordwell            | details |
| 1989-04-10               | Bausch & Lomb Championships          | Verenigde Staten, Amelia Island    | Tier II  | 300.000   | gravel, buiten    | Gabriela Sabatini           | details |
| 1989-04-17               | Suntory Japan Open                   | Japan, Tokio                       | Tier V   | 100.000   | hardcourt, buiten | Kumiko Okamoto              | details |
| 1989-04-17               | Eckerd Open                          | Verenigde Staten, Tampa            | Tier IV  | 200.000   | gravel, buiten    | Conchita Martínez           | details |
| 1989-04-24               | Taipei International Championships   | Taiwan, Taipei                     | Tier V   | 50.000    | hardcourt, buiten | Anne Minter                 | details |
| 1989-04-24               | International Championships of Spain | Spanje, Barcelona                  | Tier V   | 100.000   | gravel, buiten    | Arantxa Sánchez Vicario     | details |
| 1989-04-24               | VS of Houston                        | Verenigde Staten, Houston          | Tier III | 250.000   | gravel, buiten    | Monica Seles                | details |
| 1989-05-01               | Coppa Mantegazza                     | Italië, Tarente                    | Tier V   | 50.000    | gravel, buiten    | Karine Quentrec             | details |
| 1989-05-01               | Citizen Cup                          | Duitsland, Hamburg                 | Tier IV  | 200.000   | gravel, buiten    | Steffi Graf                 | details |
| 1989-05-08               | Italian Open                         | Italië, Rome                       | Tier II  | 300.000   | gravel, buiten    | Gabriela Sabatini           | details |
| 1989-05-15               | Lufthansa Cup                        | Duitsland, Berlijn                 | Tier I   | 300.000   | gravel, buiten    | Steffi Graf                 | details |
| 1989-05-22               | Internationaux de Strasbourg         | Frankrijk, Straatsburg             | Tier V   | 100.000   | gravel, buiten    | Jana Novotná                | details |
| 1989-05-22               | European Open                        | Zwitserland, Genève                | Tier V   | 100.000   | gravel, buiten    | Manuela Maleeva             | details |
| 1989-05-29               | Roland Garros                        | Frankrijk, Parijs                  | G.S.     | 1.875.000 | gravel, buiten    | Arantxa Sánchez Vicario     | details |
| 1989-06-12               | Dow Classic                          | Verenigd Koninkrijk, Birmingham    | Tier V   | 150.000   | gras, buiten      | Martina Navrátilová         | details |
| 1989-06-19               | Pilkington Glass Championships       | Verenigd Koninkrijk, Eastbourne    | Tier II  | 300.000   | gras, buiten      | Martina Navrátilová         | details |
| 1989-06-26               | Wimbledon                            | Verenigd Koninkrijk, Londen        | G.S.     | 2.204.162 | gras, buiten      | Steffi Graf                 | details |
| 1989-07-10               | Arcachon Cup                         | Frankrijk, Arcachon                | Tier V   | 100.000   | gravel, buiten    | Judith Wiesner              | details |
| 1989-07-17               | Estoril Open                         | Portugal, Estoril                  | Tier V   | 100.000   | gravel, buiten    | Isabel Cueto                | details |
| 1989-07-17               | Belgian Open                         | België, Brussel                    | Tier V   | 100.000   | gravel, buiten    | Radomira Zrubáková          | details |
| 1989-07-17               | VS of Newport                        | Verenigde Staten, Newport          | Tier IV  | 200.000   | gras, buiten      | Zina Garrison               | details |
| 1989-07-24               | OTB Open                             | Verenigde Staten, Schenectady      | Tier V   | 75.000    | hardcourt, buiten | Laura Gildemeister          | details |
| 1989-07-24               | Volvo Open                           | Zweden, Båstad                     | Tier V   | 75.000    | gravel, buiten    | Katerina Maleeva            | details |
| 1989-07-31               | Vitosha New Otani                    | Bulgarije, Sofia                   | Tier V   | 50.000    | gravel, buiten    | Isabel Cueto                | details |
| 1989-07-31               | American Bank Classic                | Verenigde Staten, San Diego        | Tier IV  | 200.000   | hardcourt, buiten | Steffi Graf                 | details |
| 1989-08-07               | VS of Los Angeles                    | Verenigde Staten, Los Angeles      | Tier II  | 300.000   | hardcourt, buiten | Martina Navrátilová         | details |
| 1989-08-14               | VS of Albuquerque                    | Verenigde Staten, Albuquerque      | Tier V   | 100.000   | hardcourt, buiten | Lori McNeil                 | details |
| 1989-08-14               | United Jersey Bank Classic           | Verenigde Staten, Mahwah           | Tier IV  | 200.000   | hardcourt, buiten | Steffi Graf                 | details |
| 1989-08-21               | Player's Canadian Open               | Canada, Toronto                    | Tier II  | 300.000   | hardcourt, buiten | Martina Navrátilová         | details |
| 1989-08-28               | US Open                              | Verenigde Staten, New York         | G.S.     | 2.138.000 | hardcourt, buiten | Steffi Graf                 | details |
| 1989-09-11               | VS of Arizona                        | Verenigde Staten, Phoenix          | Tier V   | 100.000   | hardcourt, buiten | Conchita Martínez           | details |
| 1989-09-11               | Athens Open                          | Griekenland, Athene                | Tier V   | 75.000    | gravel, buiten    | Cecilia Dahlman             | details |
| 1989-09-15               | VS International Doubles Champ's     | Japan, Tokio                       | WTA      | 175.000   | tapijt, binnen    | Gigi Fernández Robin White† | details |
| 1989-09-18               | Clarins Open                         | Frankrijk, Parijs                  | Tier V   | 100.000   | gravel, buiten    | Sandra Cecchini             | details |
| 1989-09-18               | VS of Dallas                         | Verenigde Staten, Dallas           | Tier III | 250.000   | tapijt, binnen    | Martina Navrátilová         | details |
| 1989-10-09               | Moscow Open                          | Rusland, Moskou                    | Tier V   | 100.000   | tapijt, binnen    | Gretchen Magers             | details |
| 1989-10-09               | Porsche Grand Prix                   | Duitsland, Filderstadt             | Tier III | 250.000   | hardcourt, binnen | Gabriela Sabatini           | details |
| 1989-10-16               | Open de La Côte Basque               | Frankrijk, Bayonne                 | Tier V   | 100.000   | hardcourt, binnen | Katerina Maleeva            | details |
| 1989-10-16               | European Indoors                     | Zwitserland, Zürich                | Tier III | 250.000   | tapijt, binnen    | Steffi Graf                 | details |
| 1989-10-23               | Puerto Rico Open                     | Puerto Rico, San Juan              | Tier IV  | 100.000   | hardcourt, buiten | Laura Gildemeister          | details |
| 1989-10-23               | Midland Group Championships          | Verenigd Koninkrijk, Brighton      | Tier III | 250.000   | tapijt, binnen    | Steffi Graf                 | details |
| 1989-10-30               | VS of Indianapolis                   | Verenigde Staten, Indianapolis     | Tier V   | 100.000   | hardcourt, binnen | Katerina Maleeva            | details |
| 1989-10-30               | VS of New England                    | Verenigde Staten, Worcester        | Tier II  | 300.000   | tapijt, binnen    | Martina Navrátilová         | details |
| 1989-11-06               | VS of Nashville                      | Verenigde Staten, Nashville        | Tier V   | 100.000   | hardcourt, binnen | Leila Meschi                | details |
| 1989-11-06               | VS of Chicago                        | Verenigde Staten, Chicago          | Tier III | 250.000   | tapijt, binnen    | Zina Garrison               | details |
| 1989-11-13               | WTA Championships                    | Verenigde Staten, New York         | WTA      | 1.000.000 | tapijt, binnen    | Steffi Graf                 | details |
| 1989-12-11               | The Rainha Classic                   | Brazilië, Guarujá                  | Tier V   | 75.000    | hardcourt, buiten | Federica Haumüller          | details |

† dubbelspeltoernooi

## Primeurs
Speelsters die in 1989 hun eerste WTA-enkelspeltitel wonnen:
- Amy Frazier (VS) in Wichita, KS, VS
- Manon Bollegraf (Nederland) in Oklahoma, OK, VS
- Belinda Cordwell (Nieuw-Zeeland) in Singapore
- Kumiko Okamoto (Japan) in Tokio, Japan
- Monica Seles (Joegoslavië) in Houston, TX, VS
- Karine Quentrec (Frankrijk) in Tarente, Italië
- Radomira Zrubáková (Tsjecho-Slowakije) in Brussel, België
- Cecilia Dahlman (Zweden) in Athene, Griekenland
- Leila Meschi (Sowjet-Unie) in Nashville, TN, VS
- Federica Haumüller (Argentinië) in Guarujá, Brazilië